# Casa A Eléctrica

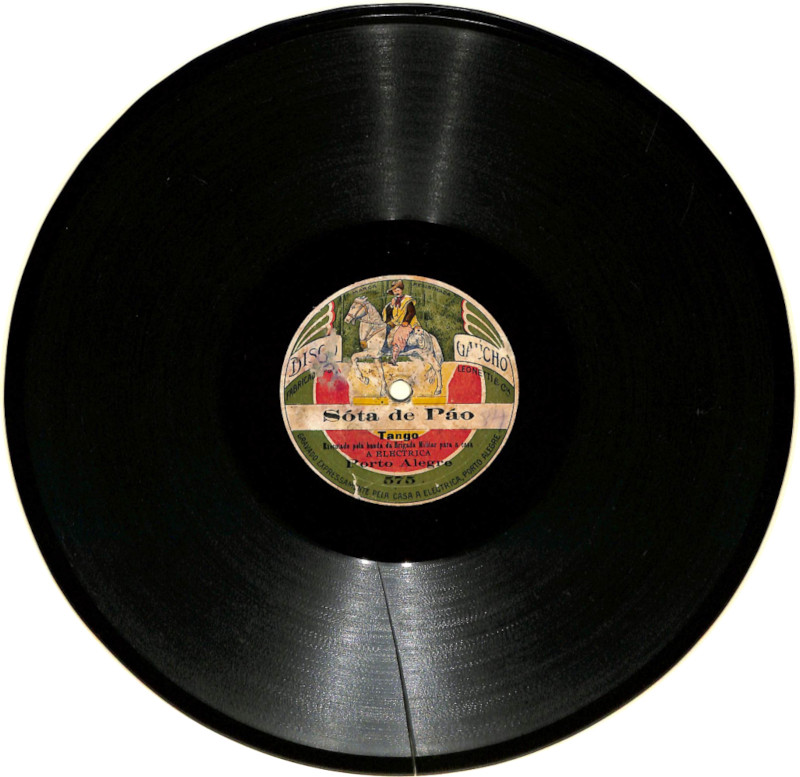
Disco de 78 rotações lançado pela Casa A Eléctrica, com a gravação do tango Sóta de Páo. Acervo do Museu da Comunicação Hipólito José da Costa

Casa A Elétrica ou simplesmente A Eléctrica, também conhecida posteriormente como Casa Elétrica ou A Elétrica, foi uma das primeiras indústrias de discos e gramofones do mundo, a primeira no Brasil e na América Latina. Localizada no bairro Glória, em Porto Alegre, a construção hoje está abandonada.
A Elétrica começou a funcionar como gravadora em 1913, e a fábrica de discos foi inaugurada no dia 1º de agosto de 1914. Em 1915, passou a fabricar gramofones. A fábrica ficava localizada na Avenida Sergipe, número 9, no então Arraial de Terezópolis. O proprietário da empresa era Savério Leonetti, um imigrante italiano nascido em 1875 na Calábria. Os discos gravados eram vendidos na loja de Leonetti, também chamada A Eléctrica, na rua da Praia. Com seu selo Disco Gaúcho, foi responsável pelo lançamento de dezenas de composições gaúchas, em chapas de 20.5 e 25 cm de face simples ou dupla.  
Artistas do Rio de Janeiro e São Paulo e mesmo estrangeiros, de passagem por Porto Alegre, deixavam suas vozes ou instrumentos musicais gravados nos discos d'A Eléctrica. Durante seus 10 anos de existência, produziu entre 3.500 a 4.500 títulos diferentes, de hinos (nacional e francês), arranjos cômicos, valsas, polcas, fados e sambas. Possivelmente foi na Casa Elétrica que foi realizada a primeira gravação e prensagem de um samba no Brasil, "Iaiá me diga", da dupla Os Geraldos, em 1914. O primeiro disco de tango prensado na América Latina foi produzido na fábrica de Leonetti: chamava-se El Chamuyo e foi gravado pelo maestro Francisco Canaro, em junho de 1915. Também foi nesta fábrica que se gravaram as primeiras músicas do folclore gaúcho. A música Trovas do Boi Barroso foi eternizada em disco pelo músico Moisés Mondadori.
A empresa fechou em 1924. A prefeitura de Porto Alegre tombou o prédio em 1996, mas não fez a restauração. A história da gravadora se tornou filme, A Casa Elétrica, dirigido por Gustavo Fogaça em 2012. Em 2015 foi criado um grupo chamado Amigos da Casa Elétrica que luta pela restauração do prédio que sediou a fábrica de discos e gramofones.